# Paulina Dávila
María Paulina Dávila (Medellín, 18 de diciembre de 1988) es una actriz y modelo colombiana.

## Biografía
Nació el 18 de diciembre de 1988 en Medellín, pero criada en Santa Marta, donde permaneció hasta que terminó la escuela secundaria. Luego se traslada a Bogotá para obtener su título de Artes Visuales de la Pontificia Universidad Javeriana.
Comenzó a trabajar con la fotografía, el vídeo y el dibujo como su principal medio de expresión y exploración del cuerpo y la identidad. Paralelamente a esto siempre ha estado involucrada con la actuación y el canto.
Ha participado en varias producciones de televisión en Colombia.
Fue invitada a participar en el Festival de Cine Sundance 2015 para la última película Liveforever del célebre director colombiano Carlos Moreno. En el filme personifica a María del Carmen, personaje icónico y principal de la novela colombiana con el mismo título por el autor Andrés Caicedo.
Es prima segunda de la actriz Sofía Vergara.

## Filmografía

### Televisión
| Año       | Título                             | Personaje                      | Canal              |
| --------- | ---------------------------------- | ------------------------------ | ------------------ |
| 2025      | Chespirito: Sin querer queriendo   | Graciela Fernández             | Hbo Max            |
| 2024      | Griselda                           | Isabel Roxana                  | Netflix            |
| 2023      | Ella camina sola                   | Carla                          | Vix                |
| 2022      | Un extraño enemigo                 | Rosa Luz Alegría               | Prime Video        |
| 2022      | Ritmo salvaje                      | Antonia                        | Netflix            |
| 2020      | R                                  | Magali                         | Claro Vídeo        |
| 2020-2022 | Ana                                | Chock                          | Comedy Central     |
| 2018-2020 | Aquí en la Tierra                  | Elisa Rocha                    | Fox Premium        |
| 2018      | Luis Miguel: la serie              | Mariana Yazbek                 | Netflix            |
| 2017      | Las 13 esposas de Wilson Fernandez | Camila                         | Blim               |
| 2017      | Venganza                           | Emilia Rivera / Amanda Santana | RCN Televisión     |
| 2017      | El Comandante                      | Isabel Manrique                | RCN Televisión     |
| 2016      | La Hermandad                       | Andrea Chávez                  | Claro Vídeo        |
| 2014      | Amor sin reserva                   | Julia Estévez                  | Cadenatres         |
| 2014      | Las trampas del deseo              | Johana / Andrea                | Cadenatres         |
| 2013      | Alguien más                        | Elena                          | Canal Once         |
| 2013      | Tres Caínes                        | Keni                           | RCN Televisión     |
| 2013      | Mujeres al límite                  | Angélica                       | Caracol Televisión |

### Cine
| Año  | Título                   | Personaje        | Nota |
| ---- | ------------------------ | ---------------- | ---- |
| 2022 | La octava cláusula       | Jennifer         |      |
| 2021 | Después de ti            | Susana           |      |
| 2020 | The Deal                 | Jennifer         |      |
| 2019 | Perdida                  | Carolina         |      |
| 2019 | La hora cero             |                  |      |
| 2019 | Orenda (corto)           | Orenda           |      |
| 2018 | Mexican Standoff (corto) | Asistente        |      |
| 2017 | 3 idiotas                | Diana            |      |
| 2016 | Carroña (corto)          | Manuela          |      |
| 2015 | Que viva la música       | María del Carmen |      |
| 2012 | Rezeta                   | Melissa Rojas    |      |
| 2011 | Ya paso el tren          | Karen            |      |

### Comerciales
- 2011 - Wrangler (campaña) - Medellín, Colombia

### Publicaciones
- 2011 - SOHO (Revista) Modelo. Colombia
- 2011 - NEON (Revista) Modelo. Colombia